# ORP Burza (H73)
O ORP Burza foi um contratorpedeiro operado pela Marinha de Guerra Polonesa e a segunda e última embarcação da Classe Wicher, depois do ORP Wicher. Sua construção começou em novembro de 1927 na Chantiers Navals Français em Blainville-sur-Orne e foi lançado ao mar em abril de 1929, sendo comissionado na frota polonesa em julho de 1932. Era armado com uma bateria de quatro canhões de 130 milímetros e seis tubos de torpedo de 550 milímetros, tinha um deslocamento carregado de duas mil toneladas e conseguia alcançar uma velocidade máxima de 33 nós.
O Burza teve um começo de carreira tranquilo que envolveram principalmente exercícios de treinamento e viagens diplomáticas para portos estrangeiros. Ele fugiu para o Reino Unido no início da Segunda Guerra Mundial e passou a atuar junto com a Marinha Real Britânica. Ele escoltou vários comboios no Oceano Atlântico e Mar do Norte, além de participar de outras operações como a Campanha da Noruega e Operação Dínamo. A embarcação foi colocada na reserva em 1944 e usada como navio de treinamento e auxiliar até o fim do conflito no ano seguinte.
O contratorpedeiro permaneceu inativo no Reino Unido até 1951, quando foi finalmente devolvido para o controle da Polônia. Foi rebocado para Gdynia e em seguida passou por um longo processo de modernização com tecnologia soviética. O Burza retornou para o serviço ativo em abril de 1955 e foi reclassificado como um navio de defesa antiaérea. Ele serviu sem incidentes até ser descomissionado em junho de 1960 e transformado em um navio museu em Gdynia, função que exerceu até 1977, quando foi substituído pelo ORP Błyskawica. Depois disso foi desmontado.